# Tanycoryphus baumi
Tanycoryphus baumi är en stekelart som beskrevs av Boucek 1958. Tanycoryphus baumi ingår i släktet Tanycoryphus och familjen bredlårsteklar.
Artens utbredningsområde är Senegal. Inga underarter finns listade i Catalogue of Life.